# Jean-François Leroy (architecte)
Pour les articles homonymes, voir Jean-François Leroy et Leroy.
Jean-François Leroy est un architecte français actif au XVIIIe siècle, né à Chantilly (Oise) le 24 septembre 1729 et mort au même lieu le 17 mai 1791. 
Fils d'un inspecteur et intendant des bâtiments du prince de Condé, il travailla pour ce prince au château de Chantilly, ainsi qu'au Palais Bourbon et à l'hôtel de Lassay, où il remplaça Claude Billard de Bélisard vers 1780.

## Biographie
Fils de Jean-Jacques Leroy, inspecteur et intendant des bâtiments du prince de Condé et de Marie-Anne Duru, fille du concierge du château de Chantilly, il entra au service de ce prince à la suite de son père. 
Il épousa le 1er avril 1761 à Chantilly, Françoise-Thérèse Toudouze, fille du lieutenant des chasses du prince de Condé. 
Il fut nommé architecte du château de Chantilly en 1768, à la mort de son prédécesseur, Brice Le Chauve.
À Chantilly, il construisit le château d'Enghien (1769-1770), long bâtiment de style classique situé à droite de la grille d'honneur et adossé à la forêt, destiné à accueillir les nombreux invités des princes de Condé et qui abrite aujourd'hui les appartements des membres de l'Institut de France qui veillent sur le domaine. Il aménagea le jardin anglo-chinois (1772-1774).
Au Palais Bourbon et à l'hôtel de Lassay, il fut le collaborateur de Claude Billard de Bélisard avant de lui succéder lorsque ce dernier fut écarté vers 1780. En 1782, il révisa les projets de Bélisard pour le plan et l'ordonnance obligatoire de la place du Palais-Bourbon, y maintenant deux portions circulaires qui furent supprimées après lui par Antoine-Charles Aubert.
Avec le paysagiste Lecourt, il créa à Betz-en-Multien les jardins pittoresques de la princesse de Monaco, maîtresse du prince de Condé, où subsiste aujourd'hui un temple de l'Amour prostyle, à quatre colonnes d'ordre ionique français.